# Furcula nonareolata
Furcula nonareolata är en fjärilsart som beskrevs av Felix Bryk 1950. Furcula nonareolata ingår i släktet Furcula och familjen tandspinnare. Inga underarter finns listade i Catalogue of Life.